# Tanis (Manche)
Pour les articles homonymes, voir Tanis (homonymie).
Tanis est une commune française, située dans le département de la Manche en région Normandie, peuplée de 273 habitants.

## Géographie
La commune est au sud-ouest de l'Avranchin. Son bourg est à 7 km au nord-est de Pontorson, à 8 km au sud-est du Mont-Saint-Michel et à 16 km au sud-ouest d'Avranches.
| Huisnes-sur-Mer                  | Huisnes-sur-Mer                        | Servon                                 |
| Pontorson (comm. ass. d'Ardevon) | Tanis                                  | Servon                                 |
| Pontorson (comm. ass. des Pas)   | Pontorson (comm. ass. de Curey), Macey | Pontorson (comm. ass. de Curey), Macey |

### Hydrographie
La commune est traversée par la ligne de partage des eaux entre les bassins hydrographiques Seine-Normandie et Loire-Bretagne. Elle est drainée par le canal du Marais, le Marais, le fossé 01 de la Dâtinerie et le Gacogne,,.

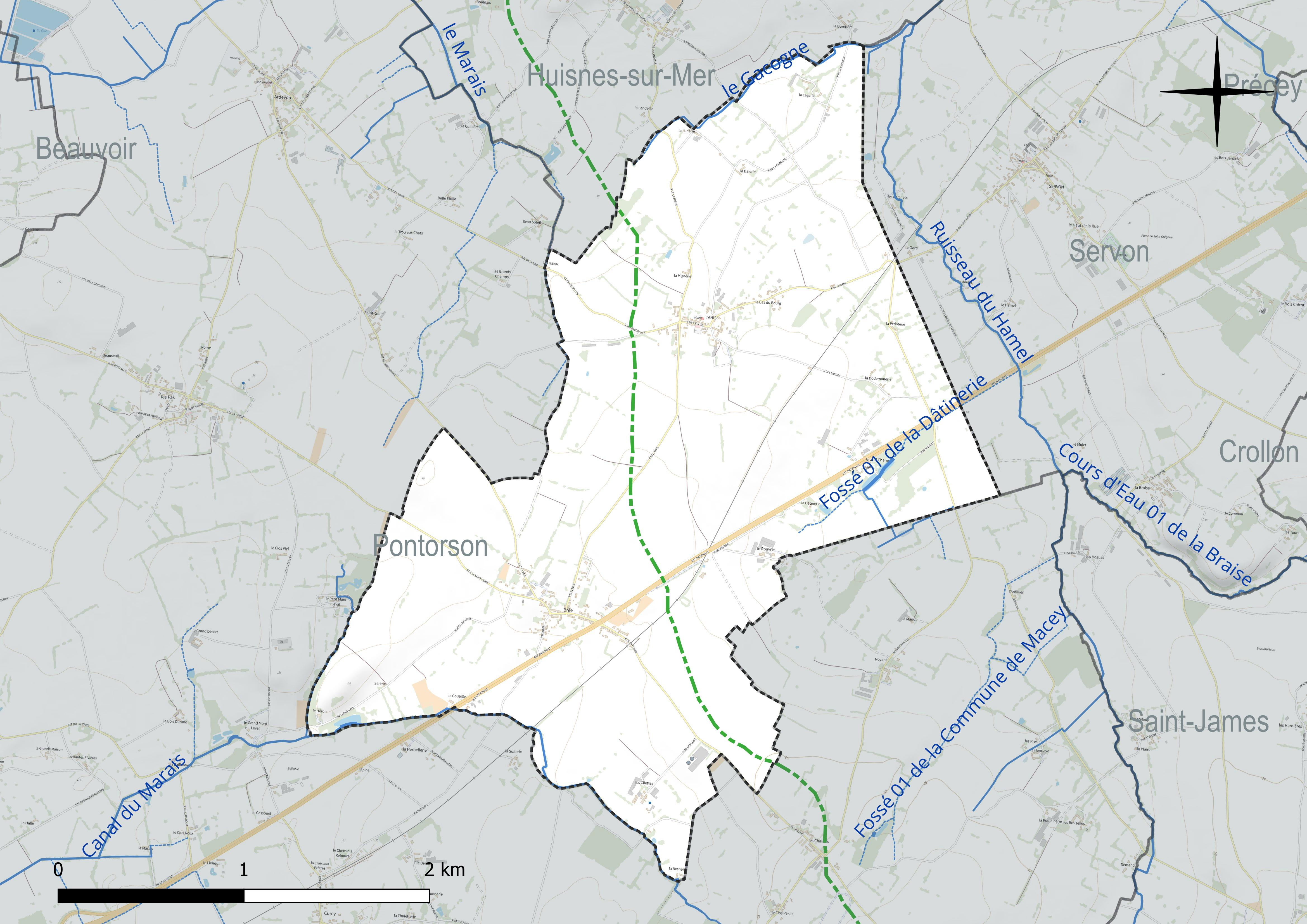
Réseau hydrographique de Tanis.

### Climat
Pour des articles plus généraux, voir Climat de la Normandie et Climat de la Manche.
En 2010, le climat de la commune est de type climat océanique franc, selon une étude du CNRS s'appuyant sur une série de données couvrant la période 1971-2000. En 2020, Météo-France publie une typologie des climats de la France métropolitaine dans laquelle la commune est exposée à un climat océanique et est dans la région climatique  Bretagne orientale et méridionale, Pays nantais, Vendée, caractérisée par une faible pluviométrie en été et une bonne insolation. Parallèlement le GIEC normand, un groupe régional d’experts sur le climat, différencie quant à lui, dans une étude de 2020, trois grands types de climats pour la région Normandie, nuancés à une échelle plus fine par les facteurs géographiques locaux. La commune est, selon ce zonage, exposée à un « climat maritime », correspondant au Cotentin et à l'ouest du département de la Manche, frais, humide et pluvieux, où les contrastes pluviométrique et thermique sont parfois très prononcés en quelques kilomètres quand le relief est marqué.
Pour la période 1971-2000, la température annuelle moyenne est de 11,4 °C, avec une amplitude thermique annuelle de 12,2 °C. Le cumul annuel moyen de précipitations est de 743 mm, avec 12,9 jours de précipitations en janvier et 7,3 jours en juillet. Pour la période 1991-2020, la température moyenne annuelle observée sur la station météorologique la plus proche, située sur la commune de Pontorson à 6 km à vol d'oiseau, est de 11,9 °C et le cumul annuel moyen de précipitations est de 821,3 mm,. Pour l'avenir, les paramètres climatiques de la commune estimés pour 2050 selon différents scénarios d’émission de gaz à effet de serre sont consultables sur un site dédié publié par Météo-France en novembre 2022.

## Urbanisme

### Typologie
Au 1er janvier 2024, Tanis est catégorisée commune rurale à habitat dispersé, selon la nouvelle grille communale de densité à sept niveaux définie par l'Insee en 2022.
Elle est située hors unité urbaine et hors attraction des villes,.

### Occupation des sols
L'occupation des sols de la commune, telle qu'elle ressort de la base de données européenne d’occupation biophysique des sols Corine Land Cover (CLC), est marquée par l'importance des territoires agricoles (96,6 % en 2018), une proportion identique à celle de 1990 (96,6 %). La répartition détaillée en 2018 est la suivante : terres arables (64,7 %), prairies (30,4 %), zones urbanisées (3,4 %), zones agricoles hétérogènes (1,5 %). L'évolution de l’occupation des sols de la commune et de ses infrastructures peut être observée sur les différentes représentations cartographiques du territoire : la carte de Cassini (XVIIIe siècle), la carte d'état-major (1820-1866) et les cartes ou photos aériennes de l'IGN pour la période actuelle (1950 à aujourd'hui).

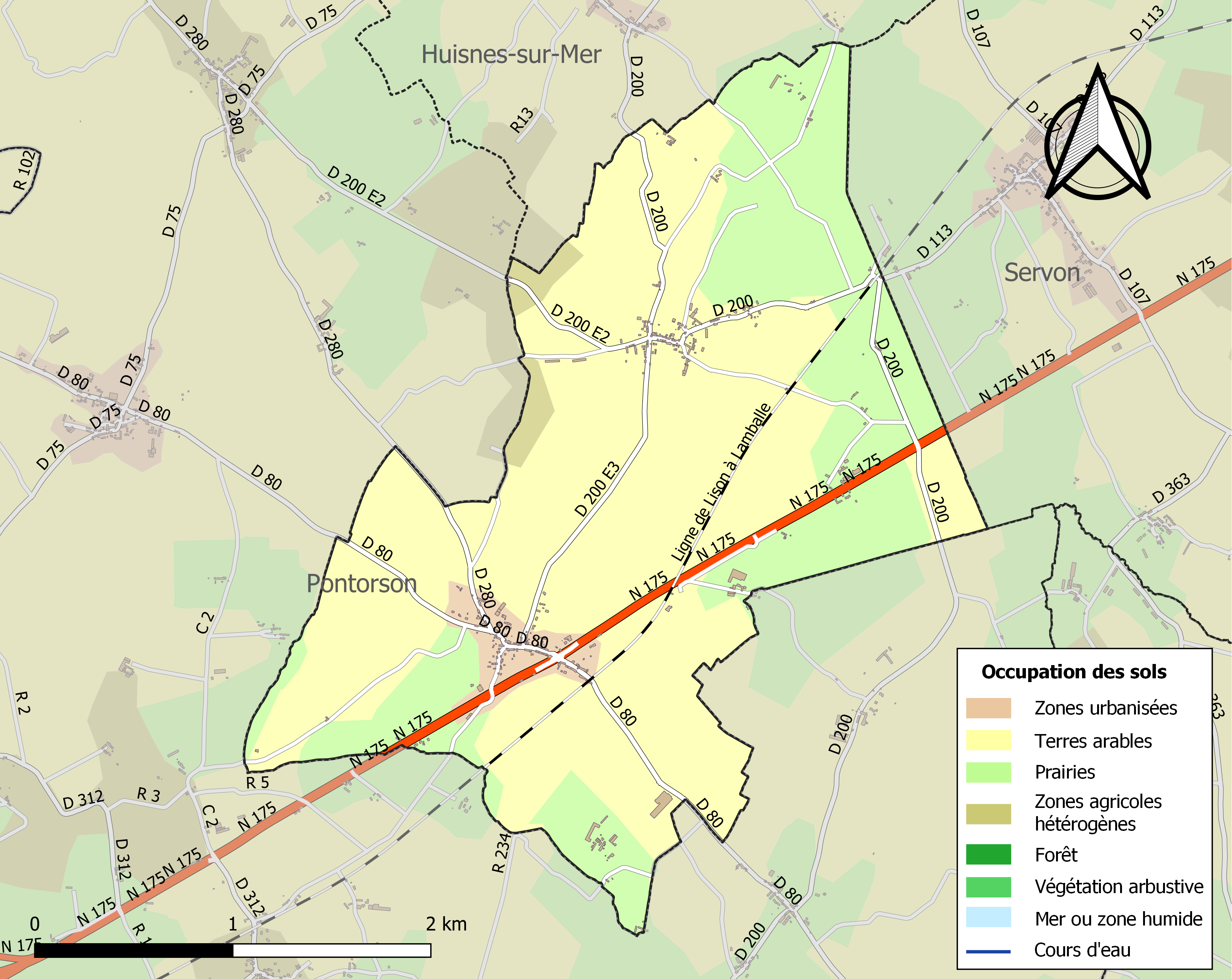
Carte des infrastructures et de l'occupation des sols de la commune en 2018 (CLC).

## Toponymie
Le nom de la localité est attesté sous la forme Tania en 1119.
René Lepelley émet l'hypothèse d'une origine par le gaulois tanno, « chêne » ou « sapin », suivi du suffixe latin -eta. D'où : la « terre plantée de chênes ».
Le gentilé est Tanisien.

## Histoire
Un Robert de Tani(s) ou Auvray de Tani(e) est, en 1066, au côté de Guillaume le Conquérant. Il est cité dans la liste de l'abbaye de la Bataille, le Domesday Book et la liste de Dives et reçut des terres en Angleterre,.

### La bataille du Rouvre (1944)
La bataille du Rouvre est un épisode de la Seconde Guerre mondiale, qui a lieu le 1er août 1944 à Macey.
Après le succès de la percée d'Avranches, un groupe de la 3e armée américaine venant de Pontaubault, se dirige par la route nationale 175 vers Pontorson où ils doivent franchir le Couesnon avant d'entrer en Bretagne pour rallier le port de Brest.
Au Rouvre, à la limite des communes de Macey et Tanis, près du carrefour de Brée, il tombe dans une embuscade tendue par 200 soldats allemands armés de trois canons de 88 bien cachés sous les arbres. Trois blindés américains sont détruits, les Américains perdent 70 hommes et les Allemands une centaine à l'issue de trois heures de combat. On ne déplore pas de victimes parmi les 22 habitants du hameau, mis à l'abri le matin même.

Cartes postales historiques
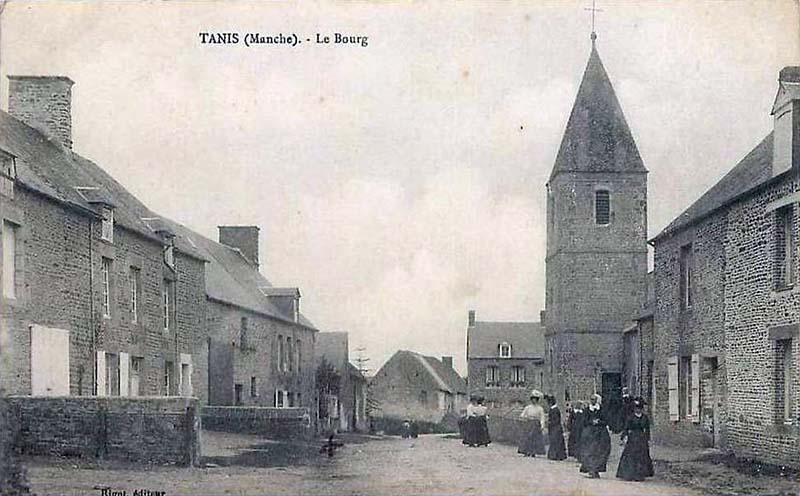
Le bourg (1900).
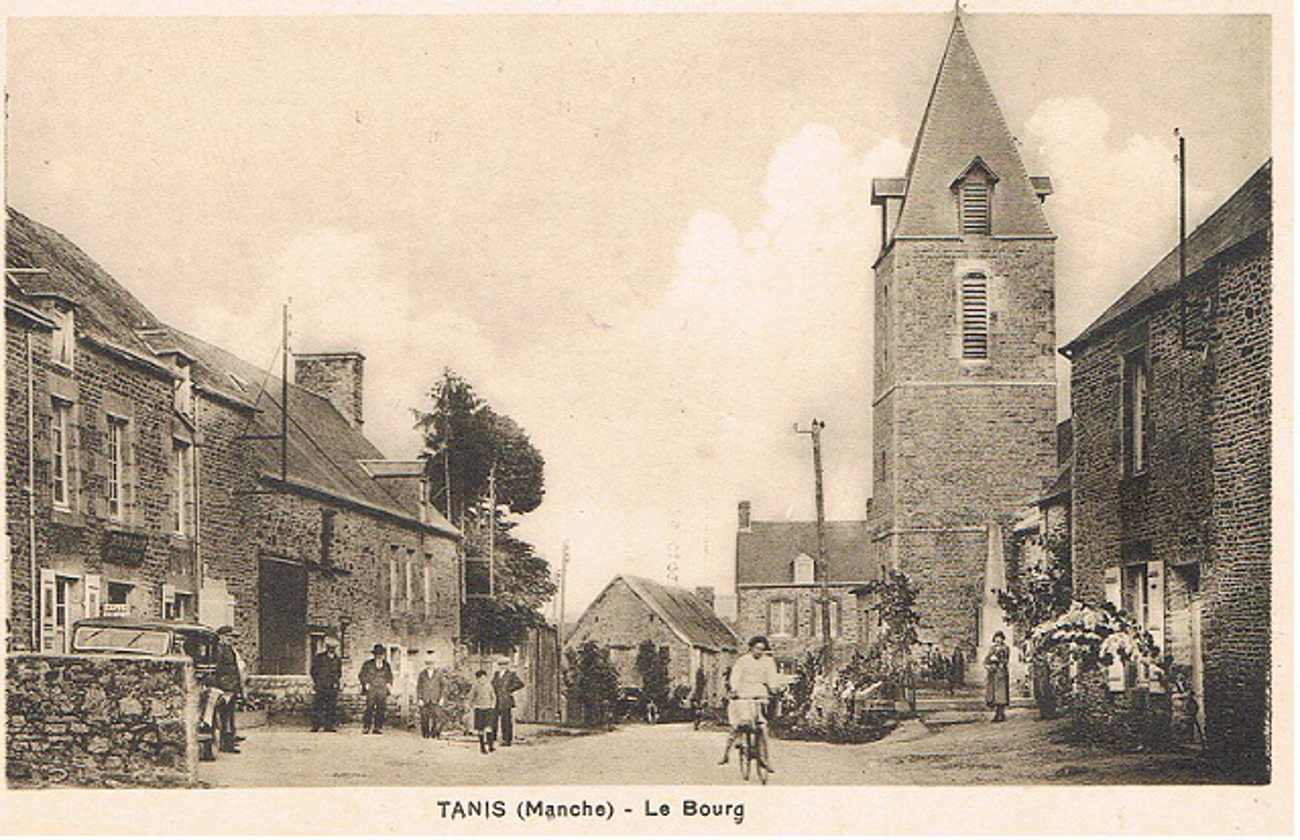
Le bourg (1935).
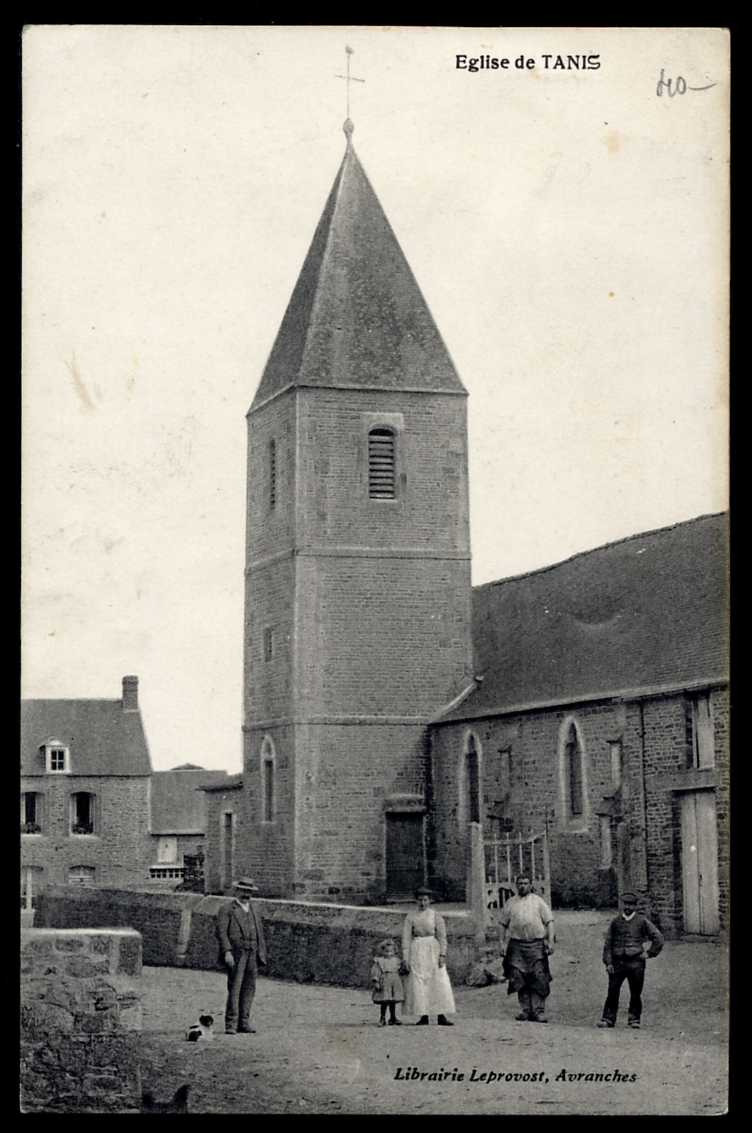
L'église.
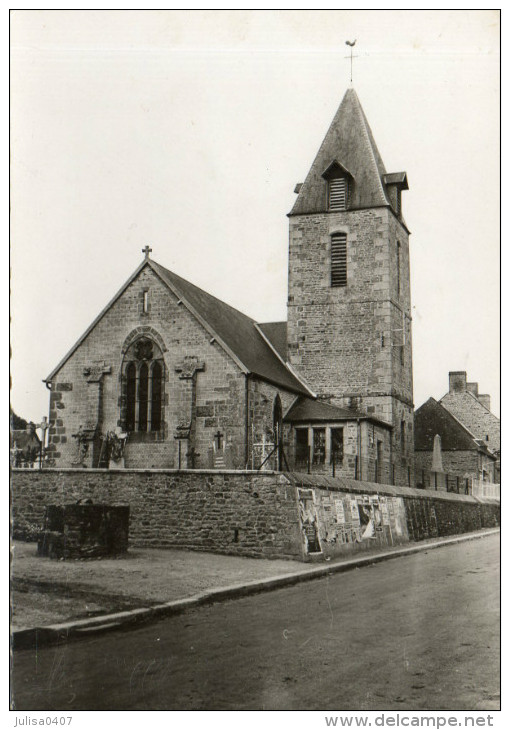
L'église.
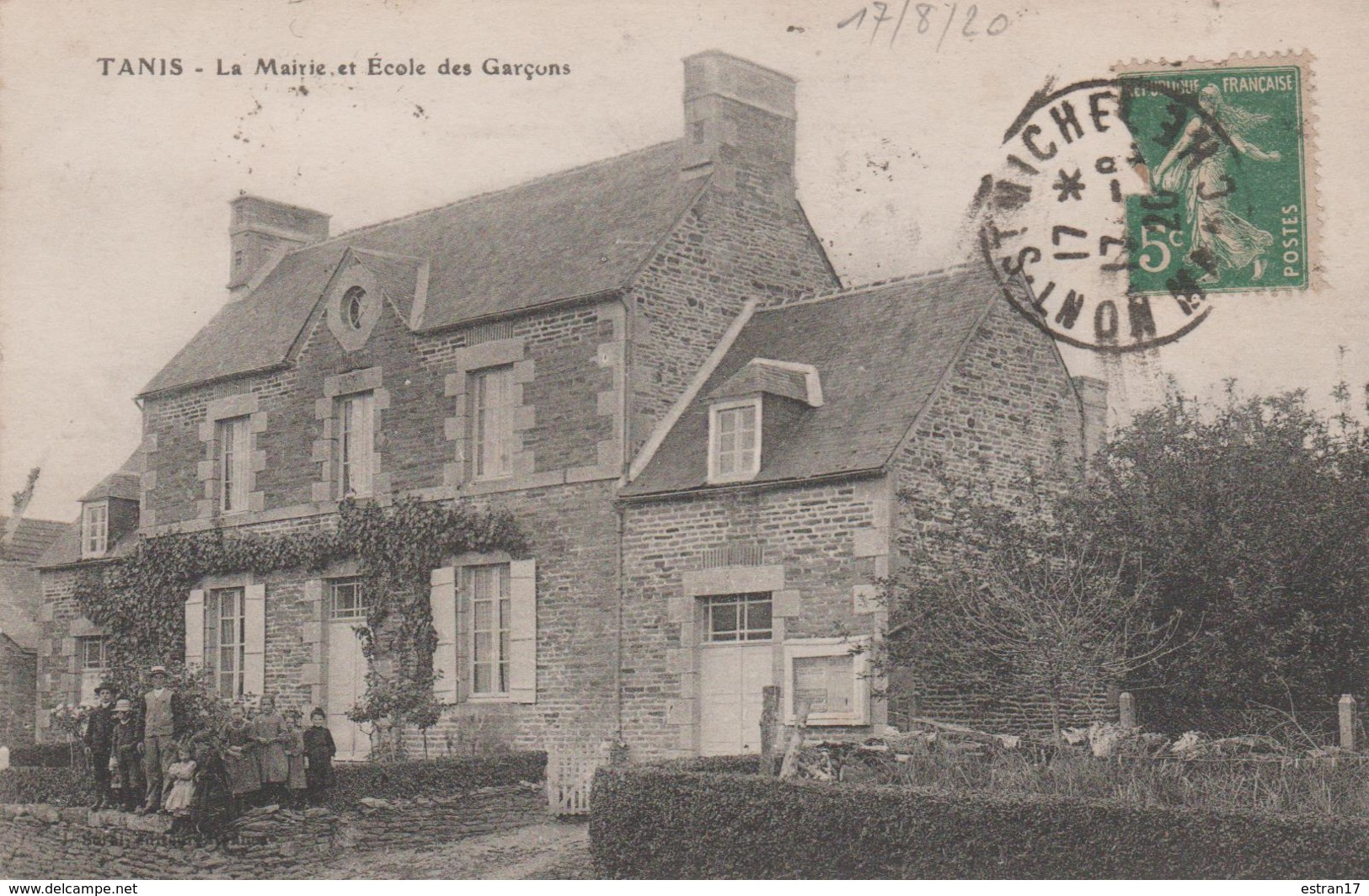
L'école et la mairie.

## Politique et administration
| Période                                  | Période      | Identité           | Étiquette | Qualité               |
| ---------------------------------------- | ------------ | ------------------ | --------- | --------------------- |
| 1945                                     | 1946         | Jean-Marie Rigot   |           |                       |
| 1946                                     | 1965         | Louis Desgranges   |           |                       |
| 1965                                     | 1978         | Marcel Rigot       |           |                       |
| 1978                                     | 1983         | Rémi Desclos       |           |                       |
| 1983                                     | 1989         | Pierre Brard       |           |                       |
| 1989                                     | juillet 2020 | Alain Mazier       | UMP       | Infirmier             |
| juillet 2020                             | En cours     | Christine Julienne |           | Retraitée cadre santé |
| Les données manquantes sont à compléter. |              |                    |           |                       |

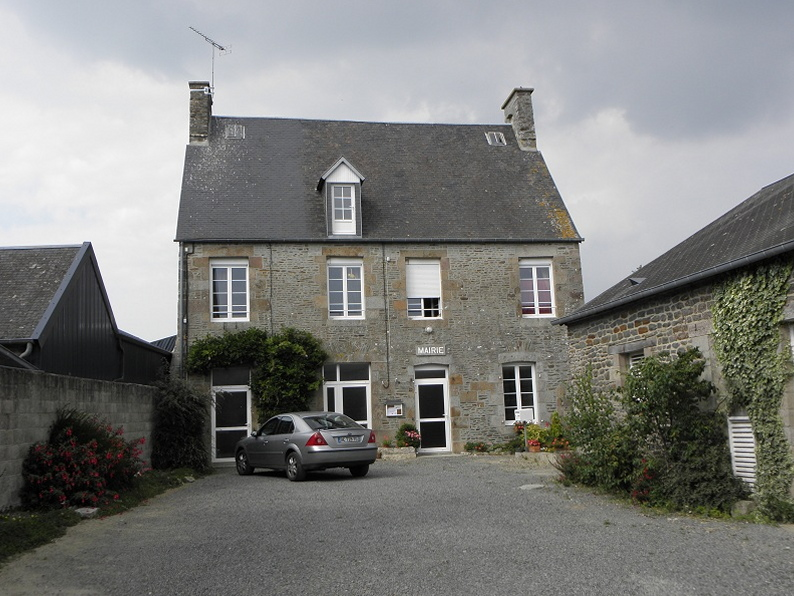
La mairie.

Le conseil municipal est composé de onze membres dont le maire et deux adjoints.

## Démographie
L'évolution du nombre d'habitants est connue à travers les recensements de la population effectués dans la commune depuis 1793. Pour les communes de moins de 10 000 habitants, une enquête de recensement portant sur toute la population est réalisée tous les cinq ans, les populations de référence des années intermédiaires étant quant à elles estimées par interpolation ou extrapolation. Pour la commune, le premier recensement exhaustif entrant dans le cadre du nouveau dispositif a été réalisé en 2007.
En 2022, la commune comptait 273 habitants, en évolution de −9,3 % par rapport à 2016 (Manche : −0,31 %, France hors Mayotte : +2,11 %).
Tanis a compté jusqu'à 601 habitants en 1856.
| 1793 | 1800 | 1806 | 1821 | 1831 | 1836 | 1841 | 1846 | 1851 |
| ---- | ---- | ---- | ---- | ---- | ---- | ---- | ---- | ---- |
| 493  | 516  | 525  | 529  | 558  | 559  | 550  | 596  | 600  |

| 1856 | 1861 | 1866 | 1872 | 1876 | 1881 | 1886 | 1891 | 1896 |
| ---- | ---- | ---- | ---- | ---- | ---- | ---- | ---- | ---- |
| 601  | 600  | 579  | 544  | 513  | 509  | 507  | 500  | 423  |

| 1901 | 1906 | 1911 | 1921 | 1926 | 1931 | 1936 | 1946 | 1954 |
| ---- | ---- | ---- | ---- | ---- | ---- | ---- | ---- | ---- |
| 379  | 414  | 400  | 353  | 362  | 375  | 392  | 383  | 358  |

| 1962 | 1968 | 1975 | 1982 | 1990 | 1999 | 2006 | 2007 | 2012 |
| ---- | ---- | ---- | ---- | ---- | ---- | ---- | ---- | ---- |
| 328  | 324  | 298  | 259  | 253  | 260  | 296  | 301  | 318  |

| 2017 | 2022 | - | - | - | - | - | - | - |
| ---- | ---- | - | - | - | - | - | - | - |
| 293  | 273  | - | - | - | - | - | - | - |

## Lieux et monuments
- Église Saint-Vigor des XIe – XIXe siècles, d'origine romane, reconstruite en 1832. L'édifice abrite des fonts baptismaux du XIIe, une vierge à l'Enfant du XVe, un groupe sculpté sainte Marguerite issant du dragon et une statue de saint Jean l'Évangéliste du XVIe, classés au titre objet aux monuments historiques[32], ainsi qu'un dallage du XVIIe, un lutrin du XIXe[24].

En 1463, Louis XI donna l'église à l'abbaye du Mont-Saint-Michel.

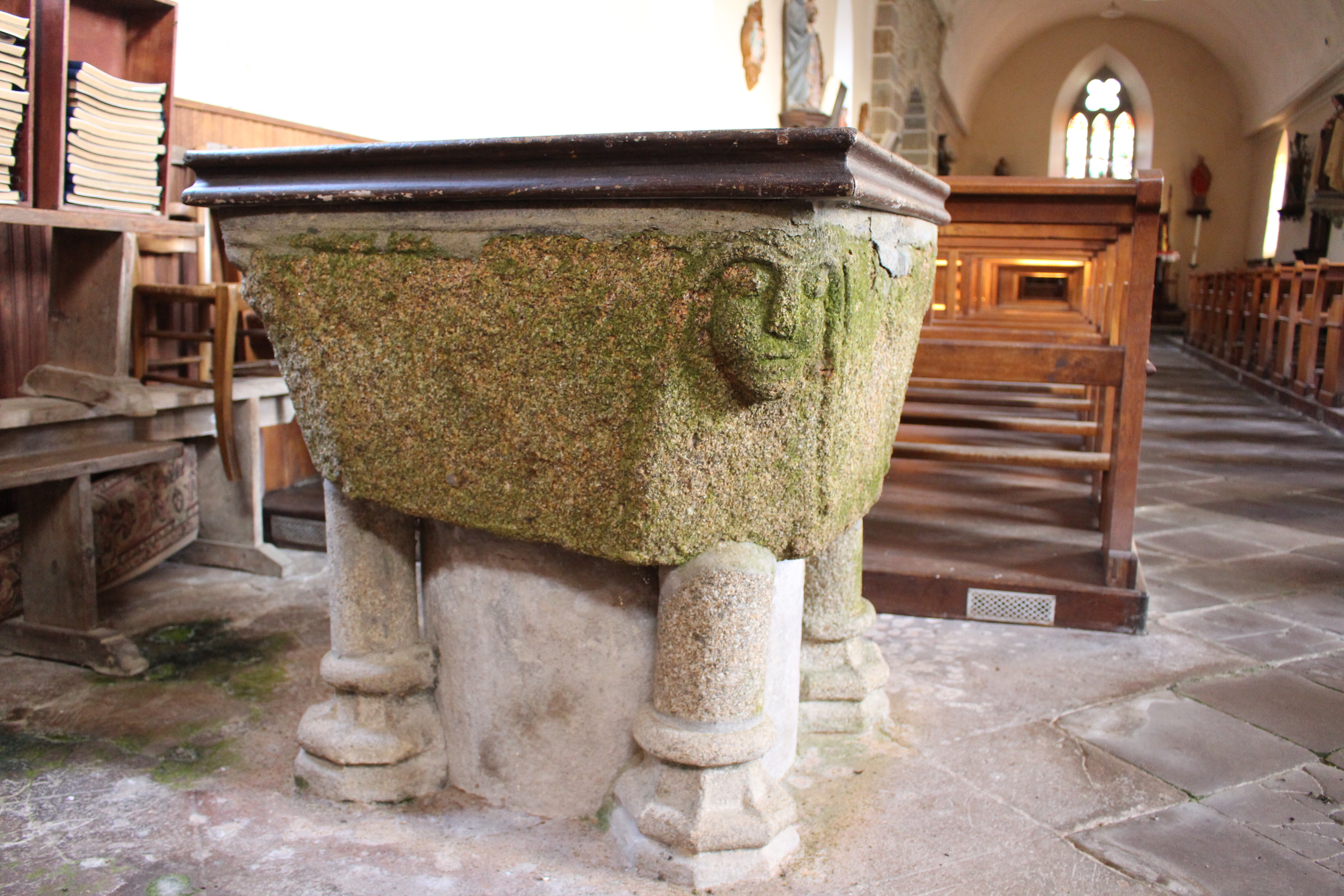
Église Saint-Vigor de Tanis - fonts baptismaux.

- Ancienne chapelle Saints-Côme-et-Damien dont l'origine remonte au XIIe, désaffectée et aujourd'hui convertie en grange.
- Oratoire.
- Croix de chemin du XIXe siècle.
- Manoir de Brée du XVIIe siècle.
- Château de Grandchamp des XVIIe, XVIIIe et XIXe siècles. Fief de la famille Lechevalier de Grandchamp, dont Jean Le Chevalier, botaniste, cocréateur du jardin des plantes d'Avranches et de la poire Louise Bonne d'Avranches[33].

Le château, possession de Pierre Le Chevalier de la Martre qui faisait partie de la « fournée d'Avranches » et qui ne dut son salut qu'à la mort de Robespierre (28 juillet 1794) et de son épouse Marie du Bois de Launay restée emprisonnée à Avranches, la bâtisse servit de base arrière aux troupes royalistes lors de la Virée de Galerne.
- Rare pigeonnier du début du XIXe siècle commandé par Jean Le Chevalier qui fit construire le même au jardin des plantes de Paris à la demande des autorités de l'époque.

## Tanis dans la littérature
La première embuscade de Lantenac, noble breton révolté contre le pouvoir républicain, se tient à Tanis, dans le roman Quatrevingt-treize de Victor Hugo.

## Personnalités liées à la commune
Familles Le Chevalier de Grandchamp et Le Chevalier de la Martre dont un des membres fut condamné à mort (pour sympathie chouanne) sous la Terreur, expédié à Paris avec d'autres notables de la région pour y être exécuté. La veille de leurs exécutions, Robespierre fut guillotiné, eux furent graciés.